# بيل رايشنباخ جونيور
بيل رايشنباخ جونيور (بالإنجليزية: Bill Reichenbach Jr.)‏ هو مؤلف موسيقى تصويرية وعازف جاز وملحن أمريكي، ولد في 20 نوفمبر 1949 في تاكوما بارك في الولايات المتحدة.

## وصلات خارجية
- بيل رايشنباخ جونيور على موقع IMDb (الإنجليزية)
- بيل رايشنباخ جونيور على موقع ميوزك برينز (الإنجليزية)
- بيل رايشنباخ جونيور على موقع أول ميوزيك (الإنجليزية)
- بيل رايشنباخ جونيور على موقع ديسكوغز (الإنجليزية)
- بيل رايشنباخ جونيور على موقع قاعدة بيانات الفيلم (الإنجليزية)